# Leon Heinschke
Leon Heinschke (* 8. November 1999 in Frankfurt (Oder)) ist ein ehemaliger deutscher Radrennfahrer.

## Werdegang
Als Juniorenfahrer gewann Heinschke 2016 eine Etappe des Coupe du Président de la Ville de Grudziądz. 2017 gewann er u. a. den Titel der Deutschen Meisterschaften im Einzelzeitfahren und belegte in derselben Disziplin den 13. Platz bei den Weltmeisterschaften 2017.
Im Erwachsenenbereich schloss sich Heinschke 2018 dem Development Team Sunweb (später: Development Team DSM) an. Bei den Deutschen Meisterschaften 2019 gewann er den Titel im Straßenrennen. Im Jahr 2021 wurde er Zweiter der vorletzten Etappe der Tour Alsace, einer Bergankunft, belegte so den dritten Platz in der Gesamtwertung und gewann die Nachwuchswertung.
Zur Saison 2022 wechselte vom Farmteam zum UCI WorldTeam DSM. Am Ende der Saison 2023 beendete Heinschke seine Profikarriere.

## Erfolge
2019
- eine Etappe La Coupe du Président de la Ville de Grudziądz

2017
- Deutscher Meister – Einzelzeitfahren (Junioren)
- eine Etappe und Bergwertung Grand Prix Général Patton
- Punktewertung Giro della Lunigiana

2019
- Deutscher Meister – Straßenrennen (U23)

2020
- Mannschaftszeitfahren Ronde de l’Isard

2021
- Nachwuchswertung Tour Alsace